# Leptogenys adlerzi
Leptogenys adlerzi é uma espécie de formiga do gênero Leptogenys, pertencente à subfamília Ponerinae.